# Mareille Merck
Mareille Merck (* 1996 in Stralsund) ist eine deutsche Jazzmusikerin (Gitarre, Komposition).

## Leben und Wirken
Merck, die auf Rügen aufwuchs, hatte zunächst Klavierunterricht; sie lernte weitere Instrumente, bevor die Gitarre ihr Hauptinstrument wurde. Beim Bundeswettbewerb Jugend musiziert errang sie im Jahr 2011 einen dritten Preis in der Kategorie E-Gitarre und 2014 den 1. Preis. Von 2012 bis 2014 nahm sie Unterricht in Berlin bei Kalle Kalima. Nach dem Abitur studierte sie Jazzgitarre in Weimar bei Frank Möbus; sie setzte dann ihr Studium in Luzern und Zürich bei Kalle Kalima, Lionel Loueke, Wolfgang Muthspiel und Roberto Bossard fort, wo sie 2020 ihren Masterabschluss im Bereich Performance erlangte.
2018 gründete Merck ihr Trio Larus mit Florian Bolliger am Bass und Janic Haller am Schlagzeug, mit dem sie sich auch beim Cully Jazz Festival und bei Women in (e)motion präsentierte. Ihr Debütalbum Fadenschlag mit ihren Kompositionen erschien 2021 bei Mons Records. Weiterhin trat sie mit einem Soloprogramm, aber auch mit Nicole Johänntgen, Peter Schärli, John McLaughlin, Anne Paceo und Michael League auf.
Mit ihrem Trio war Merck 2021 für den ZKB Jazzpreis nominiert.